# Cyphacanthus
Cyphacanthus là chi thực vật có hoa trong họ Acanthaceae.